# Ocupação Aliada da Renânia

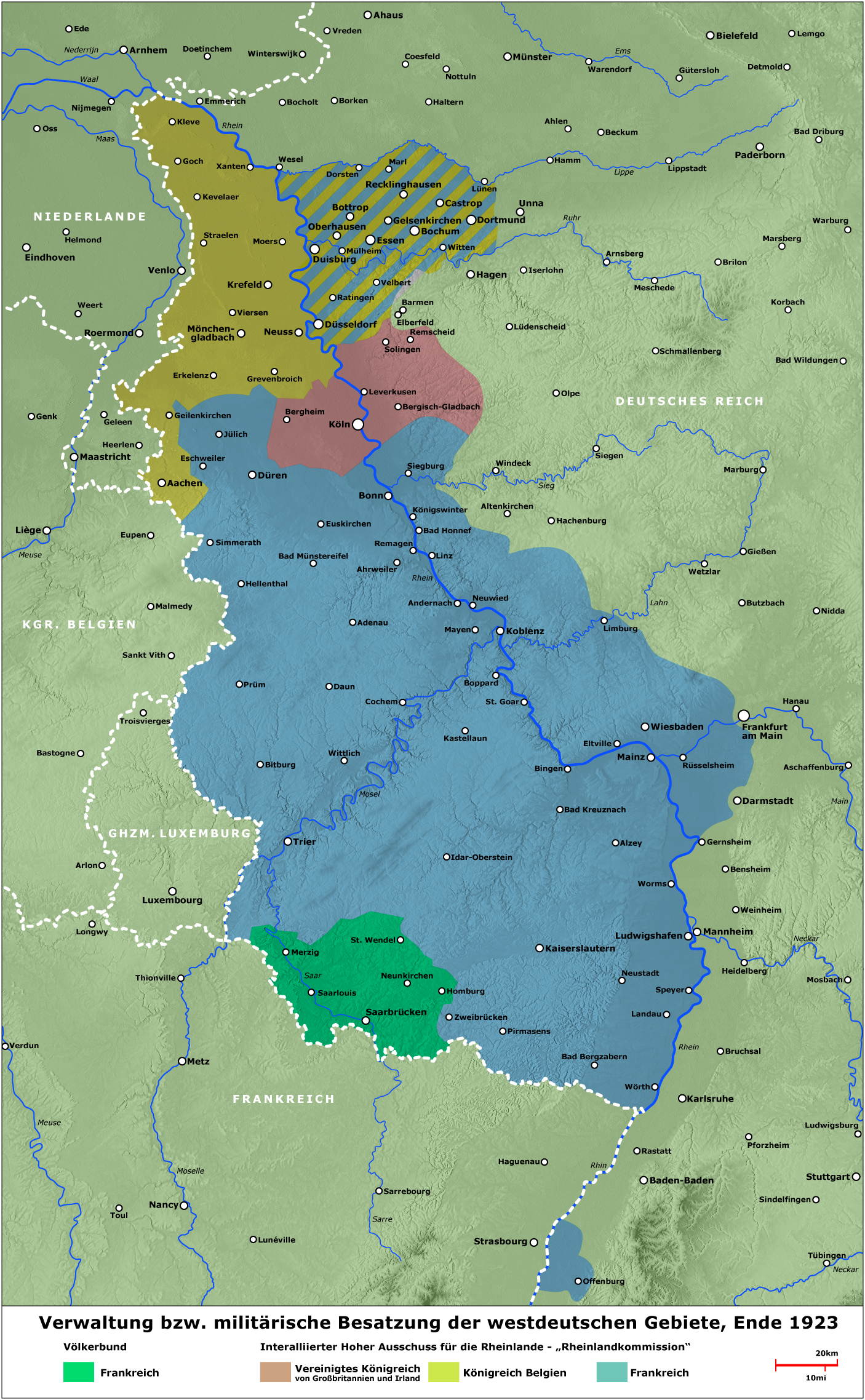
Ocupações das regiões da Renânia e Sarre:
— azul: França
— amarelo: Bélgica
— marrom: Reino Unido
— listrado (Ruhr): França & Bélgica
— verde (Sarre): ocupado pela França, sob os auspícios da Liga das Nações

A Ocupação Aliada da Renânia ocorreu após o armistício que encerrou os combates da Primeira Guerra Mundial em 11 de novembro de 1918. Os exércitos de ocupação consistiram de forças estadunidenses, belgas, britânicas e francesas. Os termos do armistício previam a evacuação imediata das tropas alemãs da Bélgica, da França e de Luxemburgo, bem como da Alsácia-Lorena, dentro de 15 dias. 
As forças francesas continuariam a ocupar o território alemão da Renânia até o fim de 1930, embora a França continuasse a controlar a pequena região do Sarre até 1935. 

## Períodos
- Primeiro Armistício
- Primeira prolongação do armistício (13 de dezembro de 1918 – 16 de janeiro de 1919)
- Segunda prolongação do armistício (16 de janeiro de 1919 – 16 de fevereiro de 1919)
- Terceira prorrogação do armistício (16 de fevereiro de 1919 – janeiro de 1920)
- 1920:  Fundação do  Alto Comissariado Inter-Aliado da Renânia (parágrafos 428-431 do Tratado de Versalhes)
- 1930: sob os termos dos Tratados de Locarno em 1925-1926, as tropas aliadas se retiraram
- 1936: remilitarização da Renânia pelas tropas alemãs sob Adolf Hitler, em 7 de março

## Forças de ocupação

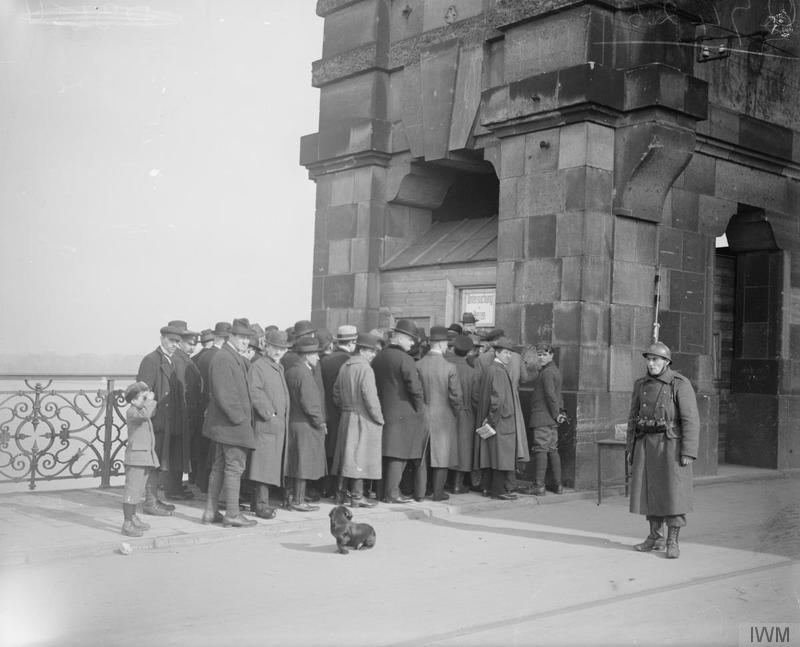
Um soldado belga de guarda na ponte Ober-Kassel-Dusseldorf em fevereiro de 1919

### Forças belgas
Consistiu em cinco divisões com sede em Aachen, e com as suas tropas estacionadas em Krefeld. 

### Forças britânicas
O Exército Britânico entrou em território alemão em 3 de dezembro de 1918.  O Exército Britânico do Reno seria estabelecido como força de ocupação em março de 1919. Com base em Colônia, publicavam o The Cologne Post.

### Forças francesas

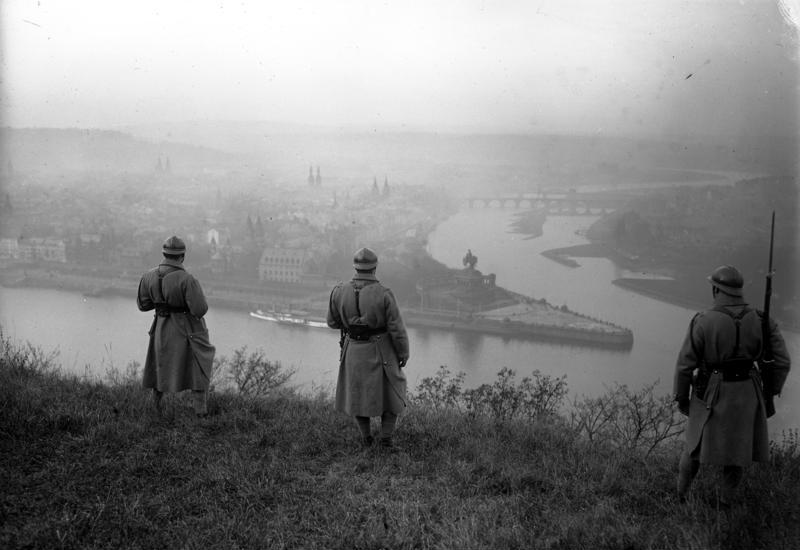
Soldados franceses observando o Reno em Deutsches Eck, Coblença.

O Oitavo Exército e o Décimo Exército francês originalmente constituíram as forças francesas envolvidas na ocupação. Em 21 de outubro de 1919,  foram reunidas para formar o Exército Francês do Reno.

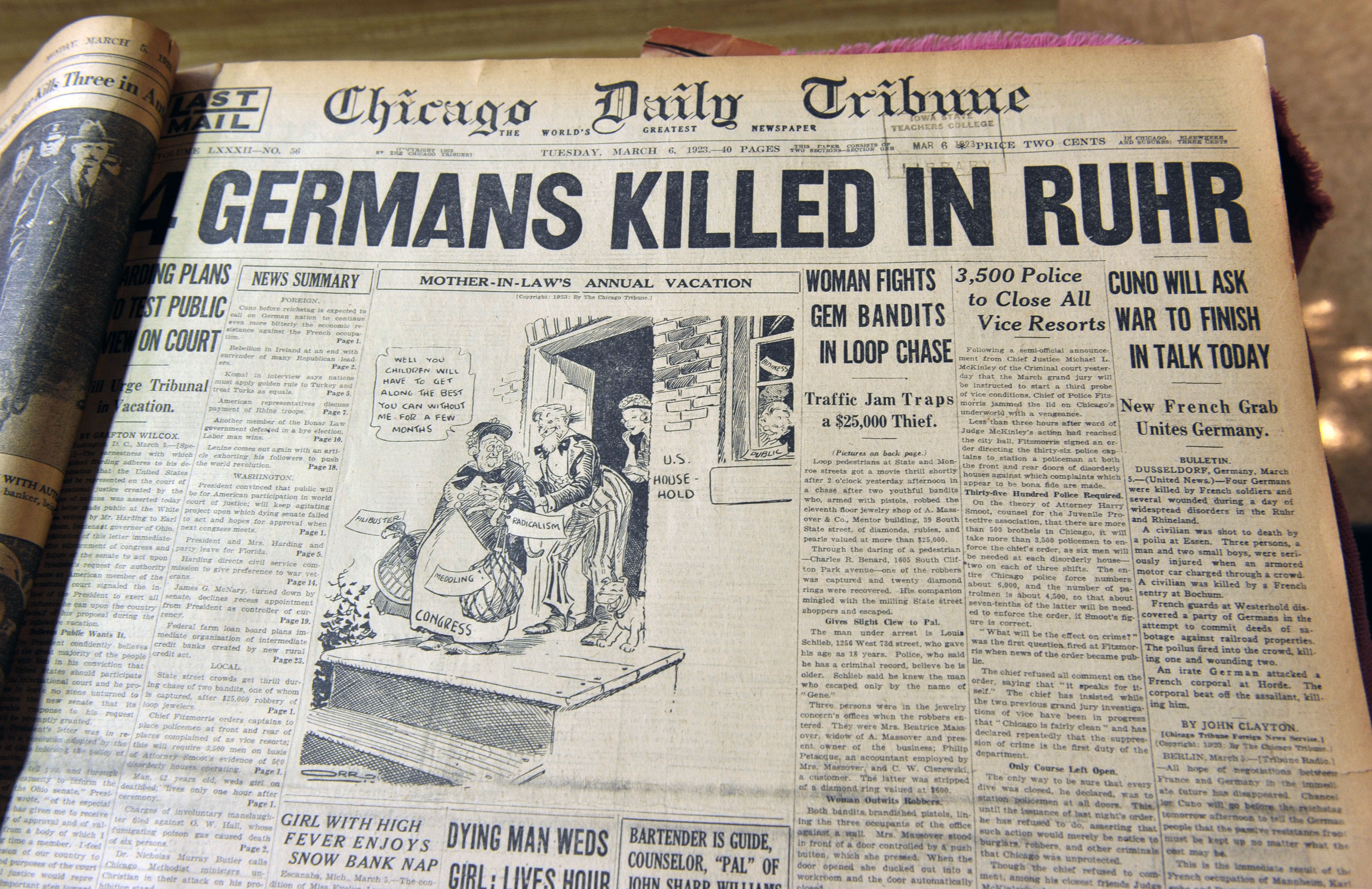
Chicago Daily Tribune, 6 março de 1923, anunciando soldados franceses matando 5 alemães em sua primeira página

Em 1919, a França implantou entre 25.000 e 40.000 soldados coloniais franceses na Renânia.  As agressões pelos soldados negros do exército de ocupação francês em mulheres locais  levou a acusações de estupros sistemáticos e de outras atrocidades visando a população civil alemã e atribuída principalmente aos Tirailleurs senegaleses.  Os eventos resultaram em uma ampla campanha pela imprensa direitista alemã, que os apelidou como "A Vergonha Negra" (Die schwarze Schande or Die schwarze Schmach) e os descreveram como uma forma de humilhação francesa  a nação alemã.  Além disso, algumas mulheres alemãs se casaram com soldados africanos das forças de ocupação, enquanto outras tiveram filhos com eles fora do casamento (daí o rótulo depreciativo de "Bastardos da Renânia")  o que foi considerado como aumento da desgraça pública. O General Henry Tureman Allen relatou ao secretário de Estado dos Estados Unidos que, desde o início da ocupação até junho de 1920, foram 66 casos de acusações formais contra os soldados coloniais negros, dos quais houve 28 condenações, e admitiu que existiam muitos mais casos não identificados.  Apesar destes casos ocasionais, "as atrocidades indiscriminadas pelas tropas coloniais francesas negras alegadas na imprensa alemã, como os supostos sequestros, seguidos por estupros, mutilação, assassinatos e ocultação dos corpos das vítimas são falsos e destinados como propaganda política". 

#### Ocupação do Ruhr
Em 1923, em resposta ao fracasso alemão para pagar as reparações sob os termos do Tratado de Versalhes, França e Bélgica ocuparam a área industrial de Ruhr da Alemanha, a maioria da qual situada do outro lado do rio na margem direita do Reno, até 1925. Muitos alemães foram mortos durante protestos por desobediência civil; por exemplo, contra as demissões de funcionários alemães. 

### Forças dos Estados Unidos

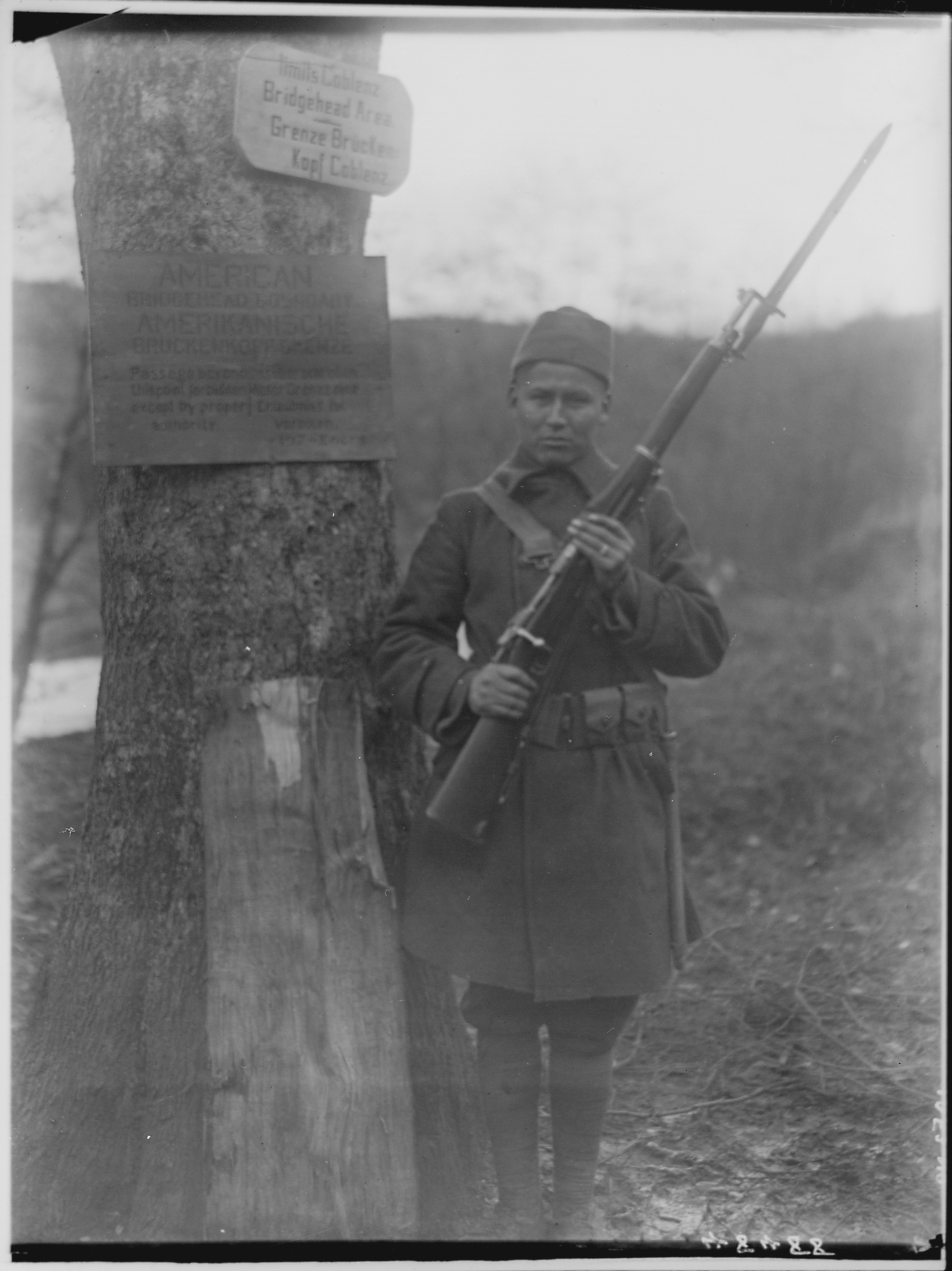
Um soldado estadunidense de guarda o limite da cabeça de ponte de Koblenz.

As forças estadunidenses inicialmente forneceram em torno de 240.000 homens em nove divisões veteranas, quase um terço da força de ocupação total. O  General John J. Pershing estabeleceu o Terceiro Exército dos Estados Unidos para o propósito, sob o comando do major-general Joseph Dickman. 
Em 24 de janeiro de 1923, o Exército dos Estados Unidos retirou-se da ocupação do Reno, desocupando Festung Ehrenbreitstein, que foi prontamente ocupada pelos franceses.